# Peltosaari (ö i Södra Savolax, S:t Michel, lat 61,54, long 27,96)
Peltosaari är en ö i Finland. Den ligger i sjön Saimen och i kommunen Puumala och landskapet Södra Savolax, i den södra delen av landet, 220 km nordost om huvudstaden Helsingfors. Ön är förbunden med en ett stort ökomplex genom en vägbank.